# Arbatassa
Arbatassa (pronunciació italiana: [arbaˈtaks]; italià: Arbatax; sard: Arbatassa) és la frazione més gran de Tortolì a Sardenya. Amb gairebé 5.000 habitants, és també la tercera ciutat més gran de la seva província (Nuoro) per població, després del municipi de Lanusei (5.700) i Tortolì pròpiament dita (5.300).

## Història
Segons la tradició, el nom d'Arbatassa derivava de l'àrab per a la "14a torre" i es probable que es referís a la torre de la guaita propera construïda pels espanyols per protegir el territori de la incursió dels pirates àrabs.
Els fundadors d'Arbatassa van ser pescadors de l'illa de Ponça, situada al Laci, a prop de la costa de la península italiana.
L'emplaçament va adquirir importància als anys seixanta després de la construcció de la principal fàbrica de paper sarda.

## Geografia
La ciutat està situada a la vora del mar Tirrena, a 5 km a l'oest de Tortolì.

## Transport
El port és utilitzat pels ferris per anar i tornar de Civitavecchia i Òlbia i també està monopolitzat per l'empresa constructora marina Intermare, que construeix plataformes i vaixells de gas. El port esportiu és un dels més barats de Sardenya.
La ciutat està connectada amb Lanusei i Càller per un ferrocarril de via estreta, avui usat amb finalitats turístiques, propietat de Ferrovie della Sardegna.
L'aeroport més proper és el de Tortolì, a uns 4 km de la ciutat.

## Economia
Avui dia, l'economia està enfocada al turisme i a la indústria. Arbatassa és la seu d'una fàbrica dedicada a la construcció de plataformes de petroli, controlada pel contractista italià de la indústria de petroli i gas Saipem. Els musclos es troben a la llacuna propera i es venen peixos frescos a la cooperativa pesquera. Les roques vermelles són un atractiu turístic.